# Литовище
Литовище (укр. Літовище) — село в Подкаменской поселковой общине Золочевского района Львовской области Украины.
Население по переписи 2001 года составляло 396 человек, по данным 2021 года составляло также 396 человек. Занимает площадь 1,394 км². Почтовый индекс — 80664. Телефонный код — 3266.

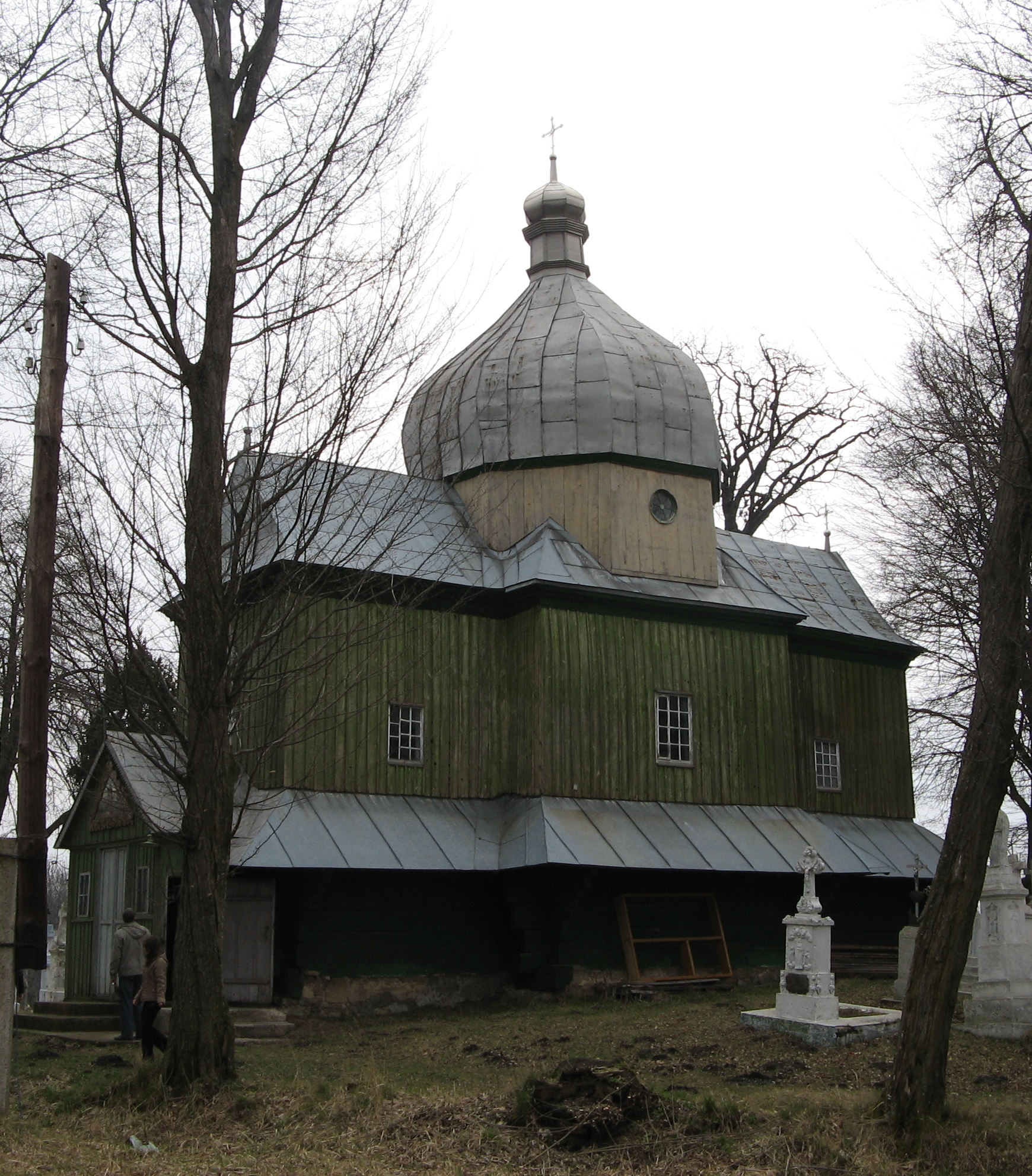
Георгиевская церковь, 1784

## История
В 1946 г. Указом ПВС УССР село Литовеско переименовано в Литовищи.